# Kunstmuseum Liechtenstein
Il Museo d'arte o Kunstmuseum Liechtenstein è un museo nazionale d'arte moderna e contemporanea con sede a Vaduz. Realizzato su progetto degli architetti svizzeri Morger, Degelo e Kerez, il moderno edificio museale è stato inaugurato nell'anno 2000. L'importante collezione d'arte moderna e contemporanea su scala internazionale è al contempo collezione d'arte dello stato del Liechtenstein.

## La storia

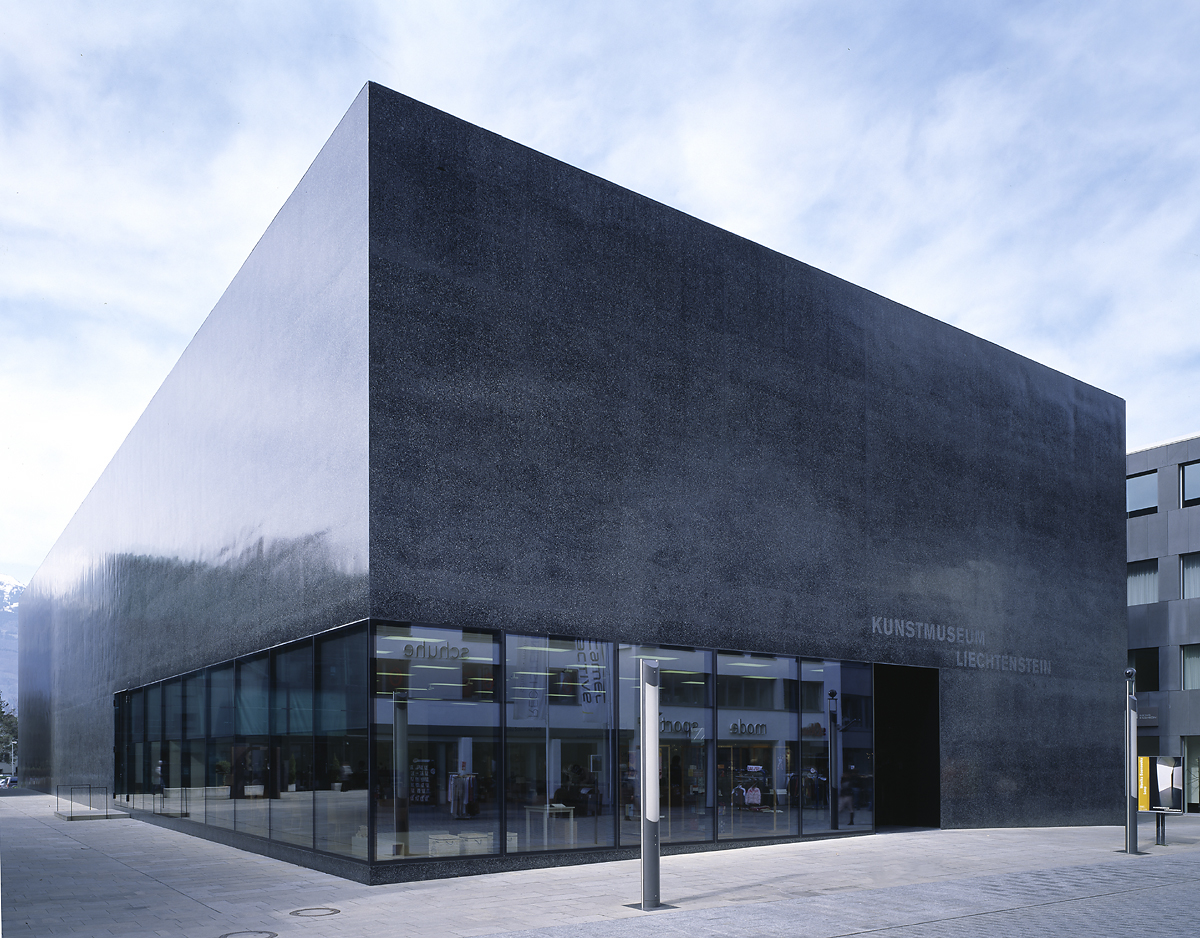
Il Museo d’arte Liechtenstein viene inaugurato nell’anno 2000

Nel 1967 lo stato del Liechtenstein ha ricevuto in dono dieci dipinti, fatto che, l'anno successivo, ha condotto alla fondazione della collezione nazionale ovvero la Staatliche Kunstsammlung del Liechtenstein. Il primo conservatore della collezione è stato il Dott. Georg Malin, artista, storico e storico dell'arte originario del Liechtenstein. Ben presto egli ha saputo dare una definizione precisa alla collezione collocandola nell'ambito dell'arte moderna e contemporanea su scala internazionale.
Il Museo d'arte Liechtenstein nella sua veste odierna lo si deve ad un gruppo di fondatori privati. Essi hanno condotto alla realizzazione del moderno edificio museale insieme al governo del principato di Liechtenstein e al Comune di Vaduz.
Nell'agosto dell'anno 2000 l'edificio è stato consegnato al Liechtenstein quale dono per il nuovo millennio. Si è quindi istituita una fondazione di diritto pubblico ovvero la Fondazione del Museo d'arte Liechtenstein per la gestione e la direzione del Museo. Il 12 novembre 2000 è poi avvenuta l'inaugurazione del museo.
Dal 1996 il Dott. Friedemann Malsch è direttore della collezione nazionale ovvero del Museo d'arte Liechtenstein.

## L'architettura
Con il Museo d'arte Liechtenstein, il team di architetti Meinrad Morger e Heinrich Degelo ha realizzato, insieme a Christian Kerez, un'architettura di grande complessità e misurata semplicità. Il corpo compatto dell'edificio è una black box, una sorta di scatola nera in cemento di colore nero e basalto. I ciottoli di fiume inseriti nella costruzione conferiscono una sottile cromaticità alle superfici esterne dell'edificio e, al contempo, instaurano un rapporto con il paesaggio della Valle del Reno. L'ambiente circostante si riflette inoltre nelle superfici della facciata levigate a mano e, dunque, particolarmente allettanti a livello tattile. Lunghe file di finestre si assoggettano alla compattezza dell'edificio creando delle aperture nel cubo nero sia dall'interno che dall'esterno.
All'interno la black box è un perfetto white cube ovvero un cubo bianco. Le dimensioni esterne dell'edificio corrispondono quasi totalmente agli spazi accessibili a chi visita il Museo. La costruzione è di facile orientamento, pur essendo piuttosto ampia. All'arte è riservata la superficie massima. Vi sono sei spazi espositivi, collocati intorno a due scale opposte. La suddivisione della pianta, simile alle pale dei mulini a vento, consente di attraversare con lo sguardo l'intero edificio seguendo una linea diagonale. Le sale d'esposizione consentono all'arte la maggior libertà possibile e questo, grazie alla chiarezza, alla precisione e anche alla posizione volutamente subordinata assunta dall'architettura.

## La collezione

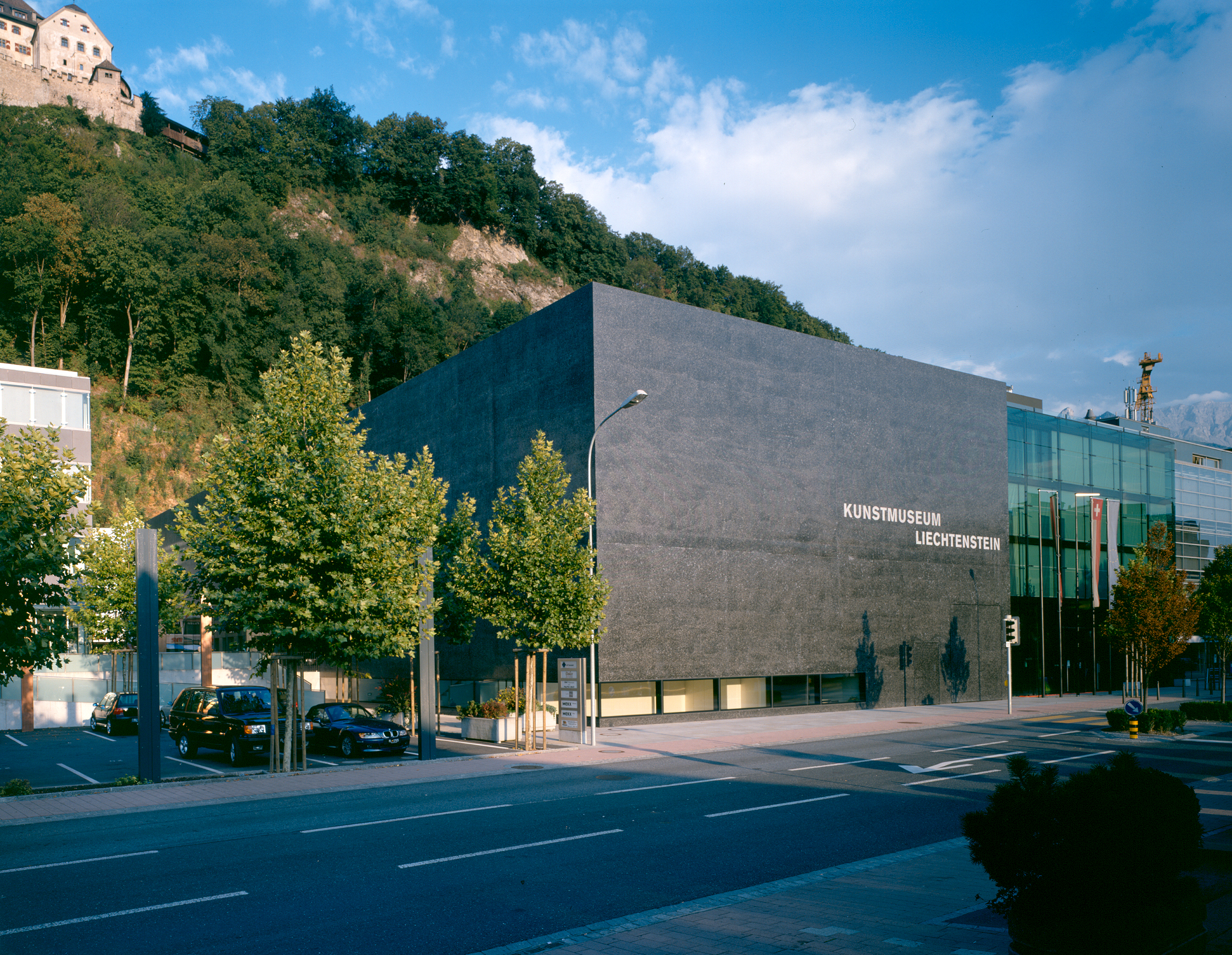
Il Museo d’arte Liechtenstein quale centro architettonico a Vaduz

La collezione del Museo d'arte moderna e contemporanea del Liechtenstein abbraccia un arco di tempo compreso fra il XIX secolo e l'epoca attuale. Il profilo della collezione è caratterizzato soprattutto da sculture, oggetti e installazioni. Una posizione particolare è riservata agli esponenti dell'Arte Povera.
Nell'anno 2006 il museo ha acquistato la collezione di un gallerista di Colonia ovvero Rolf Ricke, una collezione molto importante dal punto di vista storico artistico che accoglie, fra le altre, opere di Richard Artschwager, Bill Bollinger, Donald Judd, Fabian Marcaccio, Steven Parrino, David Reed, Richard Serra, Keith Sonnier e Jessica Stockholder. L'acquisizione è avvenuta in collaborazione con il Museo d'arte di San Gallo e il Museo d'arte moderna di Francoforte (MMK).

## Mostre (selezione)
2009
- Matti Braun. Kola
- Christian Boltanski. La vie possible
- Die Moderne als Ruine

2008
- Thomas Schütte. Das Frühe Werk
- Malewitsch und sein Einfluss
- Knockin' on Heaven's Door
- Martin Frommelt. Frühe und neue Malerei

2007
- Joseph Beuys. Die Fünfziger Jahre / Herbert Zangs. Die Fünfziger Jahre
- Lust for Life. Die Sammlung Ricke
- Arte Povera
- Auszeit. Kunst und Nachhaltigkeit
- Monika Sosnowska. Loop

2006
- Jannis Kounellis
- Ferdinand Nigg
- Sean Scully. Die Architektur der Farbe
- Matts Leiderstam. Grand Tour

2005
- Fred Sandback
- Faites vos jeux! Kunst und Spiel seit Dada
- Von Paul Gauguin bis Imi Knoebel. Werke aus der Hilti art foundation

2004
- Fabián Marcaccio. From Altered Paintings to Paintants
- Andy Warhol – The Late Work

2003
- Migration
- František Kupka (1871–1957) – Eine Retrospektive
- A.T. 3D. Die räumliche Welt des André Thomkins

2002
- Dasein Existence
- Jochen Gerz. «Verkehrte Zeit». Die Videos und Installationen, 1969–2002
- Paul Klee. Meisterwerke der Sammlung Djerassi
- Rita McBride. Naked Came the Stranger
- Leiko Ikemura «OZEAN Ein Projekt»

2001
- Otto Freundlich
- Gottfried Honegger
- Das innere Befinden